# Pachyschelus coomani
Pachyschelus coomani es una especie de escarabajo joya del género Pachyschelus, familia Buprestidae. Fue descrita científicamente por Théry en 1936.